# Phyllonorycter robiniella
Phyllonorycter robiniella är en fjärilsart som först beskrevs av James Brackenridge Clemens 1859.  Phyllonorycter robiniella ingår i släktet guldmalar, och familjen styltmalar.
Artens utbredningsområde är:
- Österrike.
- Belgien.
- Litauen.
- Tjeckien.
- Slovakien.
- Frankrike.
- Tyskland.
- Ungern.
- Italien.
- Nederländerna.
- Polen.
- Spanien.
- Schweiz.
- Ukraina.
- Kroatien.

Inga underarter finns listade i Catalogue of Life.

## Bildgalleri

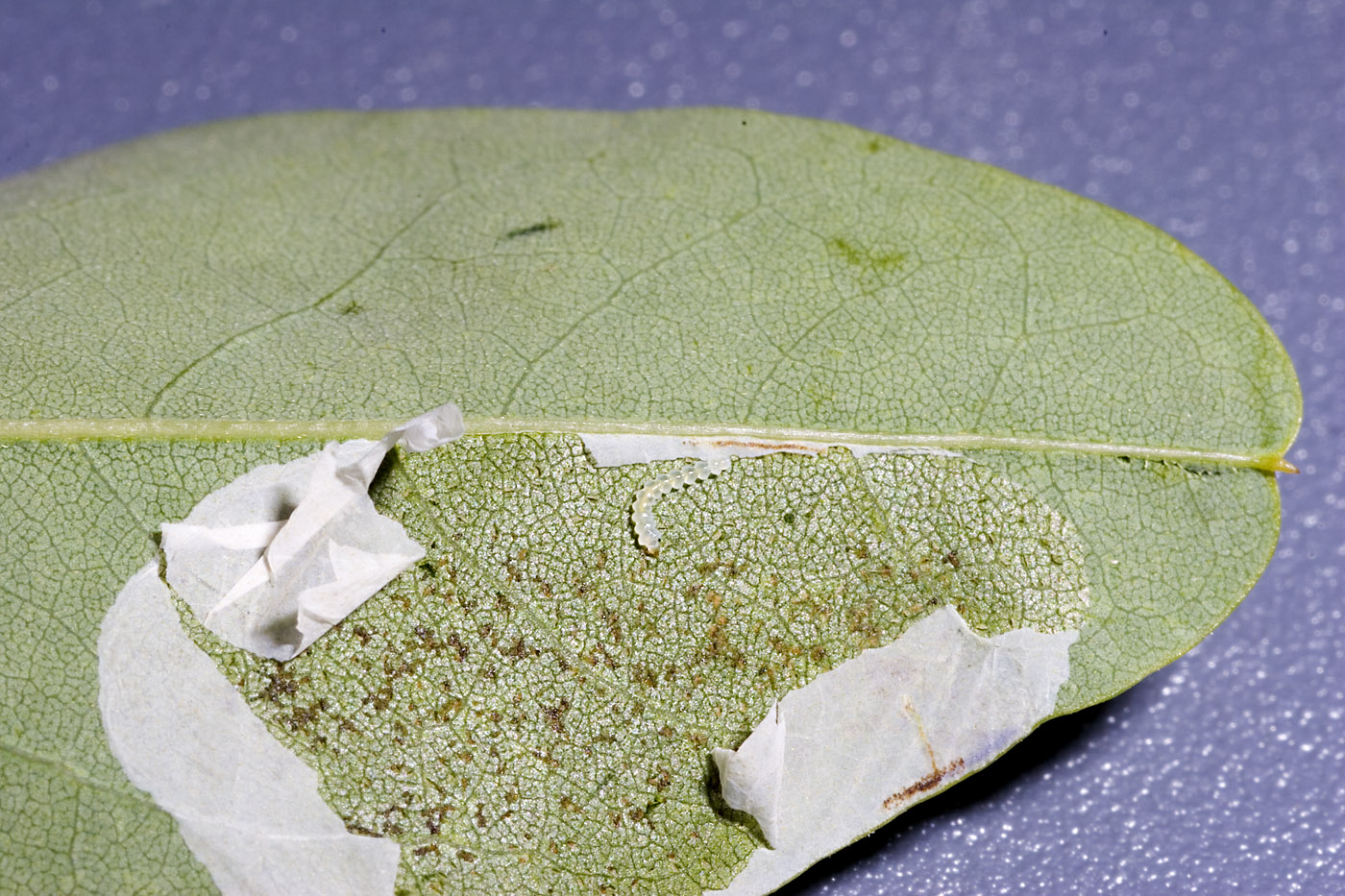
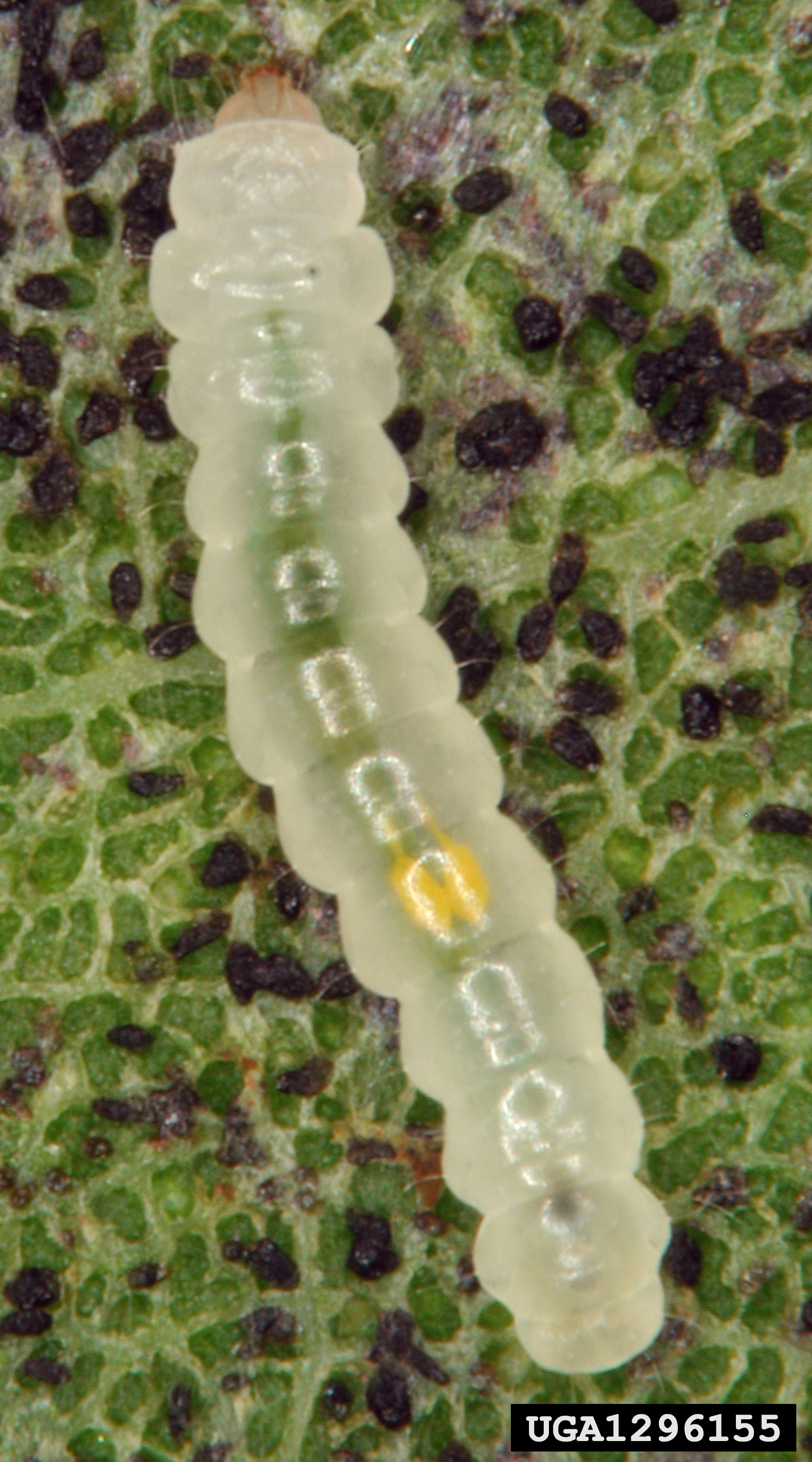
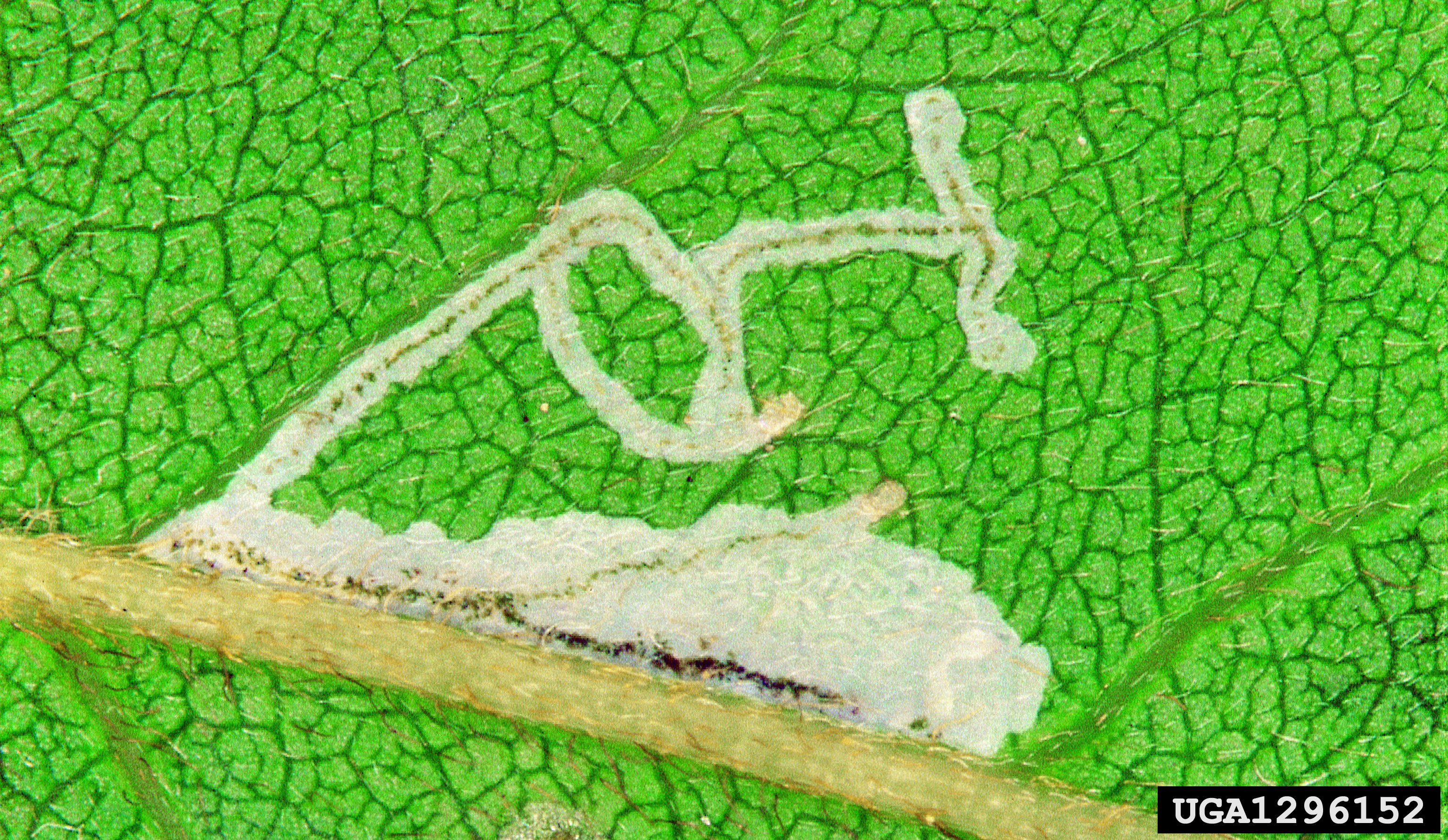
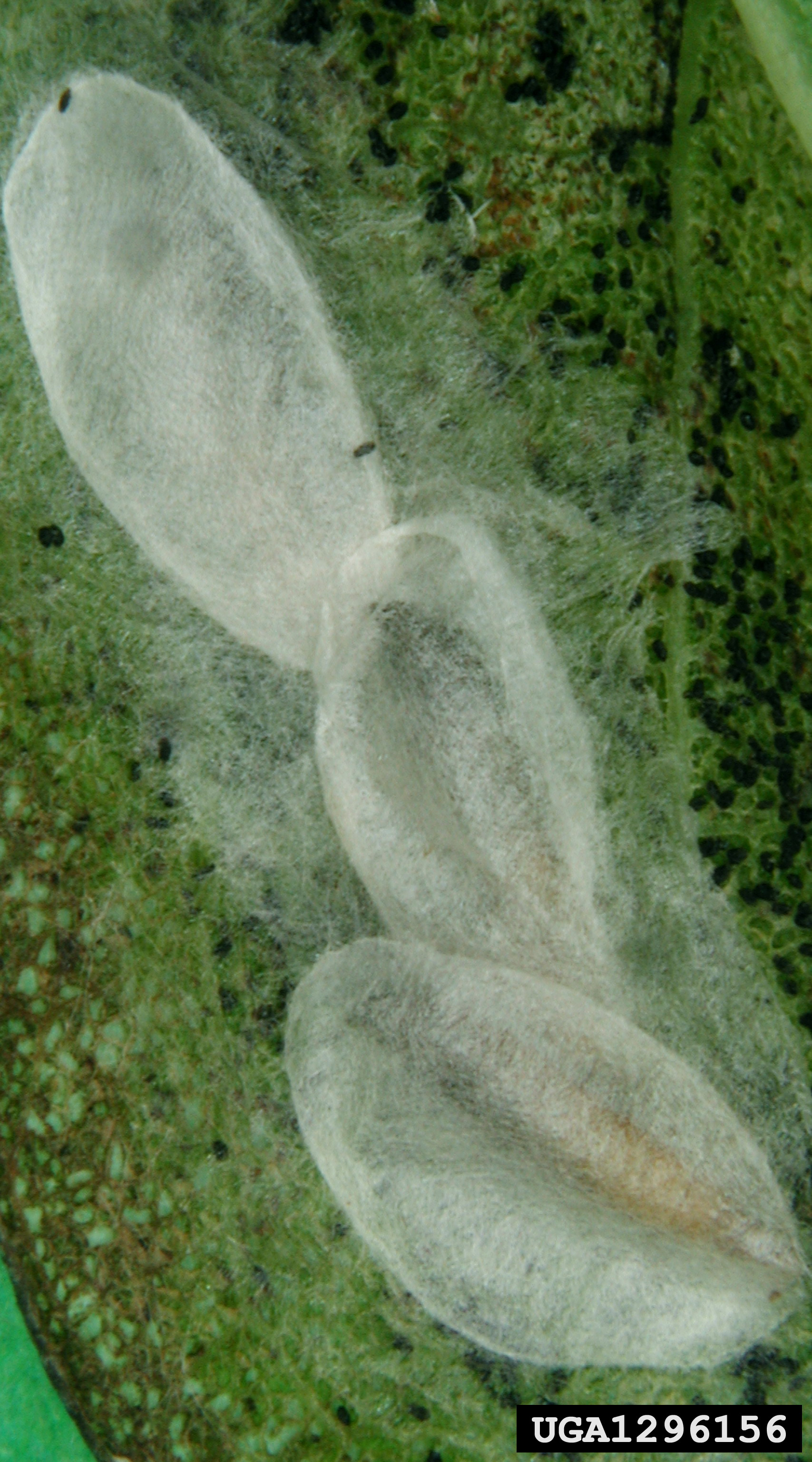
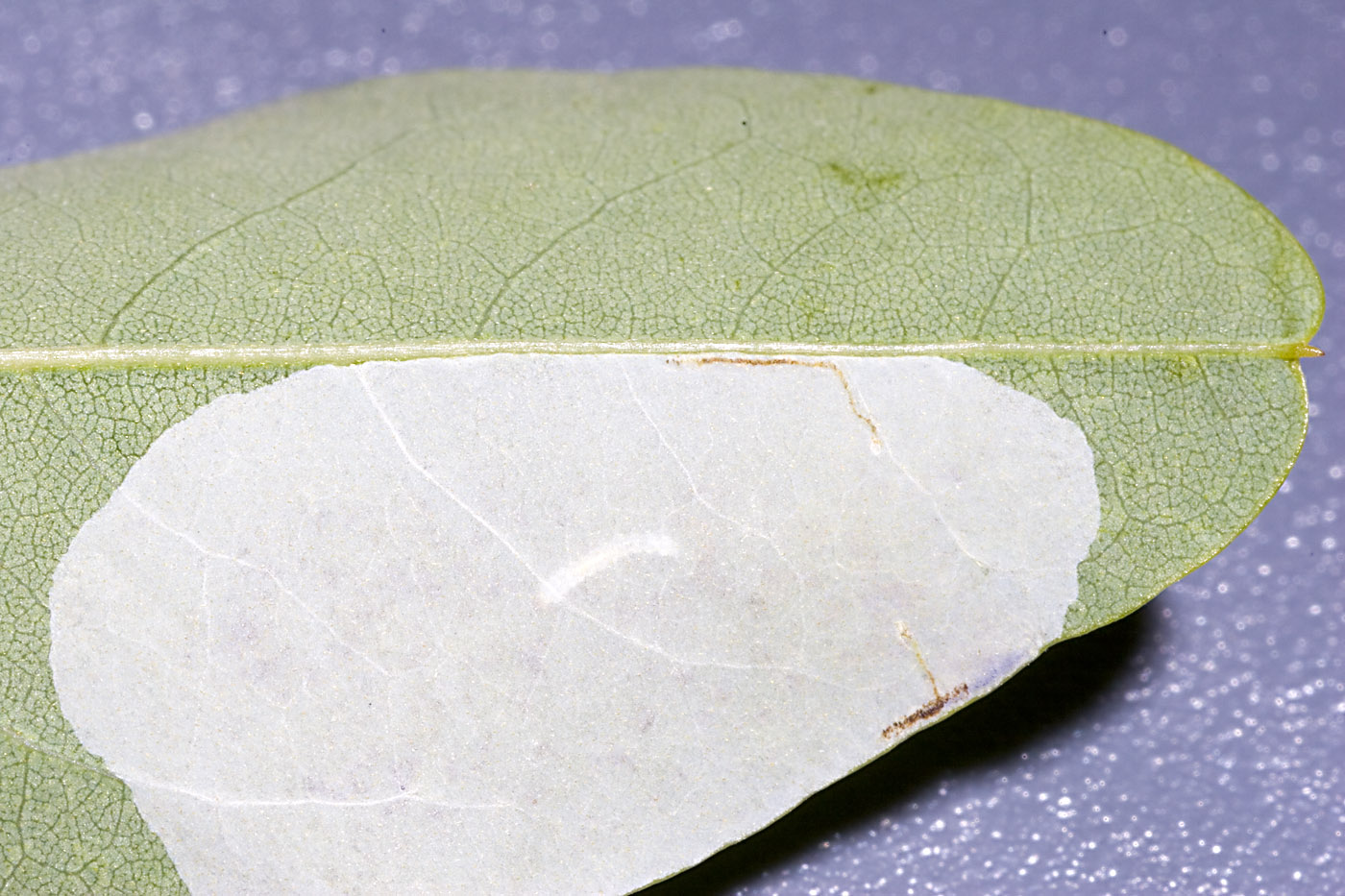
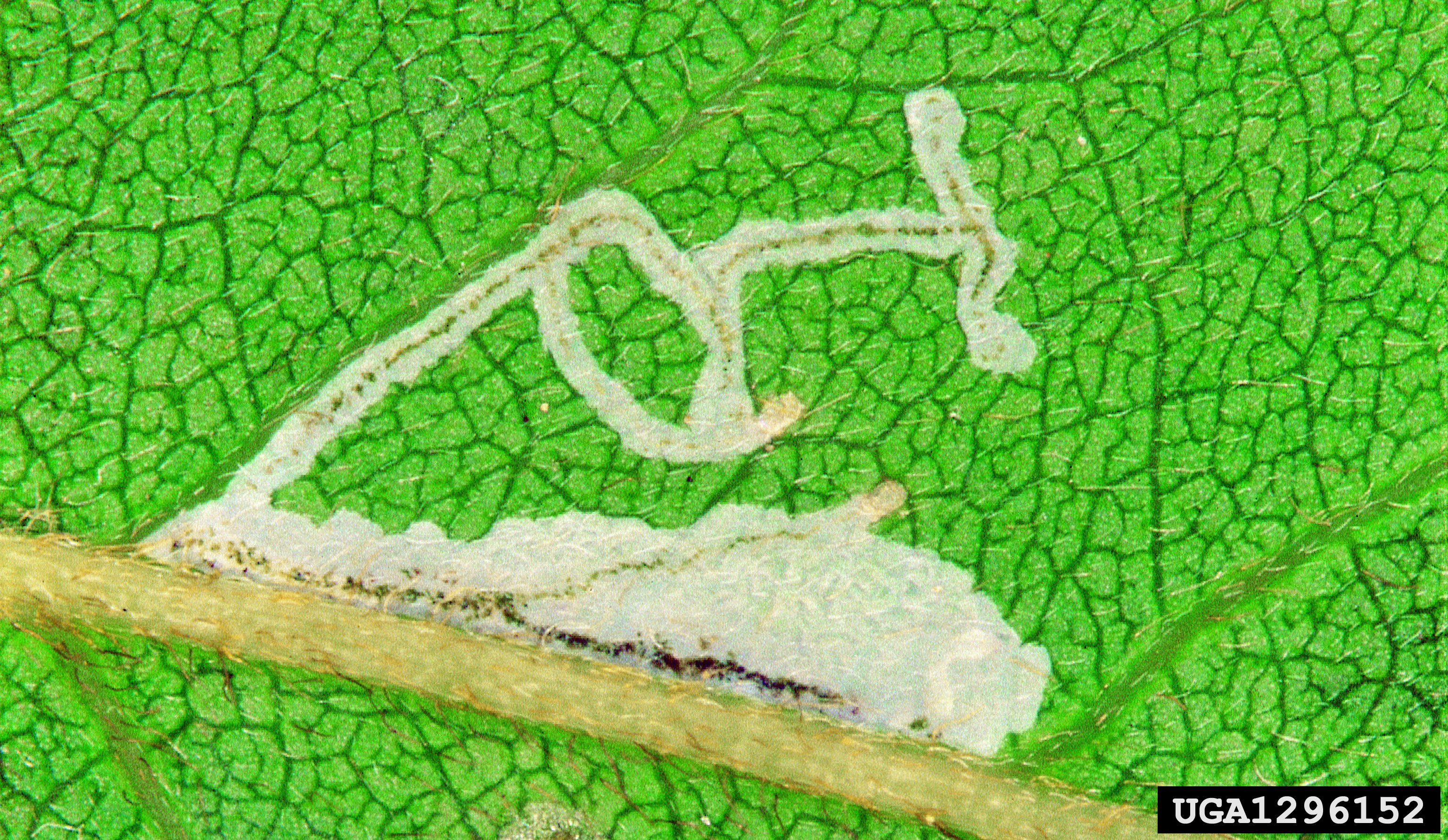